# Vauxaillon
Vauxaillon is een gemeente in het Franse departement Aisne (regio Hauts-de-France) en telt 378 inwoners (1999). De plaats maakt deel uit van het arrondissement Laon.

## Geografie
De oppervlakte van Vauxaillon bedraagt 13,6 km², de bevolkingsdichtheid is 27,8 inwoners per km².

## Verkeer en vervoer
In de gemeente ligt spoorwegstation Vauxaillon.
De onderstaande kaart toont de ligging van Vauxaillon met de belangrijkste infrastructuur en aangrenzende gemeenten.

## Demografie
Onderstaande figuur toont het verloop van het inwonertal (bron: INSEE-tellingen).
Vanwege een beveiligingsprobleem met de MediaWiki Graph-software is het momenteel niet mogelijk deze grafiek weer te geven. Zodra de software is bijgewerkt zal de grafiek vanzelf weer zichtbaar worden.